# Riekelt Bakker
Riekelt Bakker (Urk, 6 januari 1913 – 5 februari 1973) was een Nederlands politicus van de ARP.
Hij werd geboren als zoon van Maarten Bakker (1876-1944, visser) en Jacobje Kramer (1878-1960). Hij is lange tijd wethouder geweest in Zaandijk. Nadat Gosse Oosterbaan (sinds 1965 burgemeester van Zaandijk) in november 1971 elders burgemeester werd, volgde Bakker hem op als waarnemend burgemeester van Zaandijk. Bakker is ook directeur geweest van het Julianaziekenhuis in Zaandam. Begin 1973 overleed hij op 60-jarige leeftijd.